# Implacabile
Implacabile (Blue Moon) è un romanzo del 2019 di Lee Child, il ventiquattresimo che ha come protagonista Jack Reacher.

## Edizioni italiane
- Implacabile, trad. di Ernesto Fanfani, Collana La Gaja Scienza, Milano, Longanesi, 2021, ISBN 978-88-304-5717-1.